# 剪應力
剪應力（shear stress）是應力的一種，定義為單位面積上所承受的力，且力的方向與受力面平行。公式記為
{\displaystyle \tau _{ij}=\lim _{\Delta A_{j}\to 0}{\frac {\Delta F_{i}}{\Delta A_{j}}}}
即{\displaystyle i}不等於{\displaystyle j}的情況。其中，{\displaystyle \tau }表示剪應力；{\displaystyle \Delta F_{i}}表示在{\displaystyle i}方向的剪切力；{\displaystyle \Delta A_{j}}表示在{\displaystyle j}方向的受力面積。

## 虎克定律的剪應力公式
{\displaystyle \tau =G\gamma }
其中，{\displaystyle \tau }是剪應力，{\displaystyle \gamma }是材料受力後所產生的剪應變（shear strain），{\displaystyle G}是材料的剪力模數（shear modulus）。
流體的剪應力為：維持一定速度時，平板每單位面積所需施給之力。

## 相關領域
- 材料力學
  - 熔體破裂——高分子材料擠出過程中，剪切應力過大產生的後果
- 流體力學
- 固體力學
- 連續介質力學